# Пецица изменчивая
Пеци́ца изме́нчивая (лат. Peziza varia) — вид грибов, входящий в род Пецица (Peziza) семейства Пецицевые (Pezizaceae).

## Описание
Довольно крупный чашевидный дискомицет. Плодовое тело 2—15 см в диаметре, сначала чашевидное, затем раскрывающееся до блюдцевидного, с волнистым, часто разрывающимся краем. Внутренняя спороносная поверхность (гименофор) серо-коричневатая или золотисто-коричневая, с возрастом темнеет, по краю более бледная. Внешняя стерильная поверхность бледная, беловатая или серовато-буроватая, мелковолосистая. Иногда имеется небольшая ложная ножка.
Мякоть сравнительно крепкая, сероватая или буроватая, под лупой часто выделяются несколько слоёв, без особого вкуса и запаха.
Споры белые в массе, 14,5—17,5×8—10,5 мкм, эллиптической формы, без капель-гуттул, с гладкой или мелкокрапчатой поверхностью. Аски восьмиспоровые, 250—300×12—14 мкм, цилиндрические, с амилоидными концами. Парафизы многосептированные, с тонкими булавовидными концами.
Пищевого значения гриб не имеет из-за отсутствия выраженного вкуса и тонкой мякоти.

### Сходные виды
- Peziza ampliata Pers., 1800 отличается спорами 17—20×9—11 мкм.
- Peziza arvernensis Boud., 1879 отличается более тёмной спороносной поверхностью, обычно ровным краем апотеция, более ломкой мякотью.
- Виды Tarzetta (Cooke) Lambotte, 1888 отличаются неамилоидными концами асков. У многих из них ложная ножка заметно более выражена.

## Экология и ареал
Широко распространена в Европе и Северной Америке, встречается довольно часто. Произрастает одиночно или небольшими группами, часто тесными, на земле, на опилках и на гниющей или зарытой древесине в лесах, садах и парках.

## Синонимы
В 2002 году по результатам морфологических и молекулярных исследований микологи Хансен, Лессо и Пфистер пришли к выводу, что границы между видами Peziza varia, P. cerea, P. repanda и P. micropus очень размыты и неопределяемы, что побудило их к объединению этих четырёх видов в один полиморфный под наиболее ранним названием — Peziza varia. Несмотря на это, остальные три названия до сих пор нередко употребляются в литературе.
- Aleuria cerea (Sowerby) Gillet, 1881
- Aleuria micropus (Pers.) Gillet, 1881
- Aleuria repanda (Pers.) Gillet, 1881
- Aleuria varia (Hedw.) Boud., 1905
- Discina repanda (Pers.) Sacc., 1889
- Galactinia cerea (Sowerby) Le Gal, 1962
- Galactinia micropus (Pers.) Svrček, 1962
- Galactinia repanda (Pers.) Le Gal, 1962
- Galactinia varia (Hedw.) Le Gal, 1962
- Galactinia vesiculosa f. cerea (Sowerby) Svrček, 1961
- Geopyxis micropus (Pers.) Rehm, 1894
- Geopyxis varia (Hedw.) Rehm, 1894
- Humaria varia (Hedw.) Sacc., 1889
- Macroscyphus cereus (Sowerby) Gray, 1821
- Octospora varia Hedw., 1789basionym
- Otidea micropus (Pers.) Sacc., 1889
- Peziza cerea Sowerby, 1797
- Peziza micropus Pers., 1800
- Peziza repanda Pers., 1808
- Plicaria micropus (Pers.) Bánhegyi, 1939
- Plicaria repanda (Pers.) Rehm, 1894
- Pustularia cerea (Sowerby) Rehm, 1881